# 杭州公交151路
151路是杭州市内正在运营的一条常规无轨电车线路，往返拱北小区及雄镇楼，亦是杭州市第一条无轨电车线路。
本线亦不定时开行区间车，自拱北小区始发，终到武林小广场或武林广场南。夜间则以8251路替代运营。

## 历史

### 前身
本线开通之确切日期已难以稽考，其前身或可追溯至民国十六年（1927年）8月新辟的拱宸桥至三廊庙线路。该线时由浙江省公路局派车服务，沿拱三路（大致为今莫干山路、南山路、万松岭路等）。尔后以迎紫路（今解放路）为界拆分线路，至二十六年（1937年）12月杭州沦陷时停驶。日占时期，经营权转至华中都市公共汽车股份有限公司（日语：華中都市自動車株式会社），在杭州市内其余公交线路逐一告停的情况下维持运营至三十四年（1945年）1月。

### 1路时期（1946－1977年）
民国三十五年（1946年），杭州市公共汽车股份有限公司重开湖滨至城站的1路公共汽车。三十八年（1949年）4月末，即杭州解放前夕，受战事波及而停驶，至该年7月1日恢复，并与3路联运终到宝善桥，年末一度延伸至七堡。次年4月转由浙江省交通公司营办，同时调整为拱宸桥至闸口，后复至三廊庙且再度分段运行
，然仍保留部分班次贯通行驶。1952年11月20日，武林门至小河一段改道行驶里街。
1953年，本线随杭州市其余公交线路改由地方国营杭州市公共交通公司经营，北起拱宸桥南讫城站，起点站自拱宸桥西堍迁移至桥东。1954年7月部分路段改道，后恢复。1955年9月间因施工短暂地截断路线行驶。

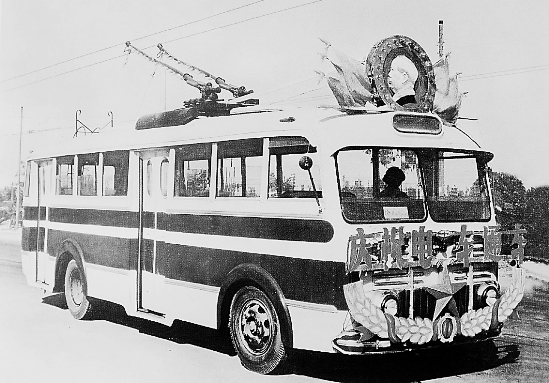
本线改由无轨电车开行首日照（1961年4月26日）

1961年4月26日，本线改由无轨电车开行，此系杭州无轨电车之始。1963年1月25日，南延至南星桥。1964年5月25日，胜利剧院至武林门段双向改经延龄路（今延安路）、体育场路行驶。
1977年2月15日，因52路开通复回城站，同日调整线路编码为51路。

### 51路时期（1977－1989年）
1983年11月16日，因大关桥工程施工绕道并开行区间车。1985年3月5日，本线缩线至金衙庄，7月10日恢复。同日，官巷口至胜利剧院段调整经浣纱路、平海路行驶，12月16日方以原线行驶。次年12月30日再次作出调整，改道新大关桥及莫干山路一线。
1988年8月8日八八台风袭击杭州，造成线网损毁，本线因而部分停运并以汽车代行。
1989年2月1日，恢复经由湖墅路开行。6月1日，改编码为151路。

### 151路时期（1989年－    ）
1989年6月5日至10日，本线随其余公交线路营运受阻停驶。
1995年9月16日，湖墅路拓宽工程启动。151路调整为城站至武林门，北段以新辟之56路汽车线路代行。1996年11月30日，撤销56路并恢复起站拱宸桥，循原线至湖墅南路后绕经文一路、莫干山路，并于同日改为无人售票。文一路以北段于翌年完全恢复。至1997年，铁路杭州站原站房已年久失修，旧车站于6月便停办客运，随后车站老站房被拆除。受此影响，10月10日南端首末站调整至金衙庄。1999年12月25日，城站改造工程结束，151路进入城站火车站公交枢纽站始发。
- 2002年5月23日，因丽水路拓宽调整线路走向，往返城站及哑巴弄，上行单向绕行莫干山路行驶，并开行23区间接驳于哑巴弄及拱宸桥之间[33]。8月29日，新城隧道施工，改经建国路、郭东园巷，城站站点南移至金刚寺巷[34]。10月1日，北段循原线至大关路后经由上塘路延伸至拱北小区始发，同日停驶23区间[35]。
- 2004年5月9日，由于解放路施工，改经解放路、浣纱路、开元路及清泰街行驶[36]。9月5日，拱北小区始发单向调整为经平海路、浣纱路开行[37]。
- 2006年1月3日，上行中山北路天水桥段撤销，改经体育场路、武林路[38]。
- 2006年8月16日，受湖墅路施工影响，双向调整为莫干山路、文晖路后循原线至城站[39]，次年1月10日恢复[40][41]。
- 2008年3月28日，因地铁一号线施工撤出延安路，沿中河路行驶[42]。9月22日再次进行调整，由城站延伸至雄镇楼[43]。

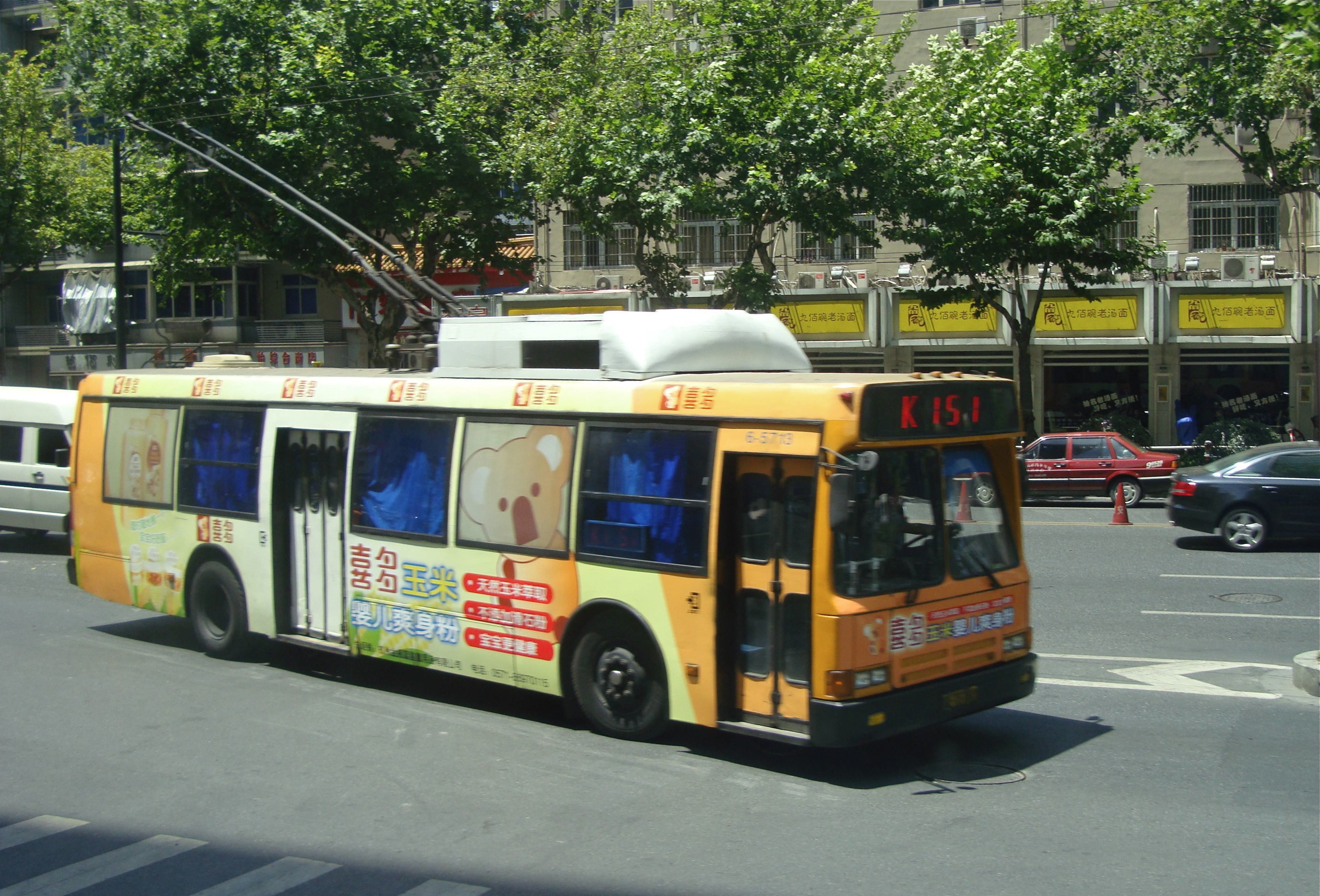
CJWG110K型电车运行于体育场路（2009年）

- 2009年5月19日，清泰街开始进行综合整治，本线副站调整至鼓楼[44]。10月30日，恢复至雄镇楼始发[45]。
- 2019年12月26日，调整首末班时间，每日运营时长略有缩短。
- 2020年2月5日至16日，由于2019冠狀病毒病疫情影响，架空线网停止供电，全线以比亚迪CK6121LGEV、BYD6122LGEV1型电动巴士代行[46]。
- 2021年6月5日，再度提早末班，缩短运营时间[47]。8月起，增加数辆纯电动公交车上线运行，实现日常汽电混跑。2022年12月15日，或受2019冠狀病毒病广泛传播所致客流的下降，运营方决定进一步提早末班[48]。

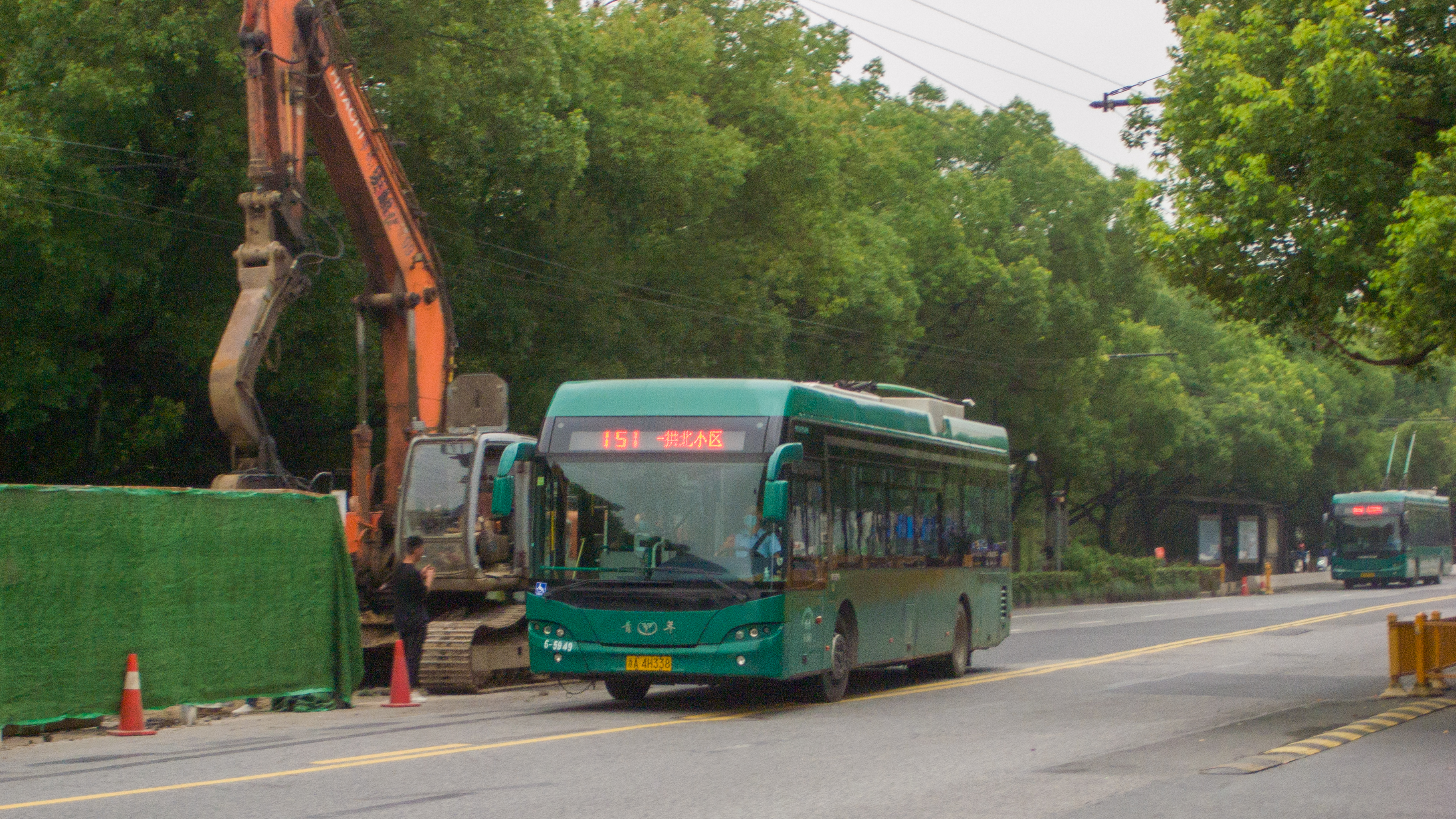
151路行驶在湖墅北路（2020年）

## 线路信息

### 线路走向
本线主站为拱北小区，副站为雄镇楼。
- 下行：自拱北小区站起经由上塘路、大关路、和睦路、哑巴弄、湖墅北路、湖墅南路、武林路、体育场路、中河路、清泰街、建国南路、郭东园巷、江城路至雄镇楼站止。
- 上行：自雄镇楼站起经由江城路、郭东园巷、建国南路、清泰街、中河路、体育场路、武林路、湖墅南路、湖墅北路、哑巴弄、和睦路、大关路、上塘路至拱北小区站止。

### 停站
| 下行：拱北小区→雄镇楼 | 下行：拱北小区→雄镇楼   | 下行：拱北小区→雄镇楼 | 上行：雄镇楼→拱北小区 | 上行：雄镇楼→拱北小区   | 上行：雄镇楼→拱北小区 |
| 序号                  | 站名                    | 备注                  | 序号                  | 站名                    | 备注                  |
| --------------------- | ----------------------- | --------------------- | --------------------- | ----------------------- | --------------------- |
| 1                     | 拱北小区                |                       | 1                     | 雄镇楼                  | 5候潮门               |
| 2                     | 定海新村                |                       | 2                     | 建兰中学                |                       |
| 3                     | 拱宸桥东                |                       | 3                     | 望江门                  | 5江城路               |
| 4                     | 地铁拱宸桥东站·大运河东 | 5拱宸桥东             | 4                     | 姚园寺巷                |                       |
| 5                     | 上塘路绍兴路口          |                       | 5                     | 香榭商务大厦            | 15城站                |
| 6                     | 大关北                  |                       | 6                     | 市三医院北              |                       |
| 7                     | 长乐路                  |                       | 7                     | 水漾桥                  |                       |
| 8                     | 哑巴弄                  |                       | 8                     | 丰乐桥南                |                       |
| 9                     | 珠儿潭                  |                       | 9                     | 联桥                    |                       |
| 10                    | 仓基新村                |                       | 10                    | 梅登高桥                |                       |
| 11                    | 米市巷                  |                       | 11                    | 武林广场南              | 1武林广场             |
| 12                    | 湖墅路沈塘桥            |                       | 12                    | 武林小广场              |                       |
| 13                    | 半道红                  |                       | 13                    | 半道红                  |                       |
| 14                    | 武林小广场              |                       | 14                    | 湖墅路沈塘桥            |                       |
| 15                    | 武林广场南              | 1武林广场             | 15                    | 米市巷                  |                       |
| 16                    | 梅登高桥                |                       | 16                    | 仓基新村                |                       |
| 17                    | 丰乐桥北                |                       | 17                    | 珠儿潭                  |                       |
| 18                    | 丰乐桥南                |                       | 18                    | 哑巴弄                  |                       |
| 19                    | 水漾桥                  |                       | 19                    | 长乐路                  |                       |
| 20                    | 市三医院北              |                       | 20                    | 大关北                  |                       |
| 21                    | 香榭商务大厦            | 15城站                | 21                    | 上塘路绍兴路口          |                       |
| 22                    | 姚园寺巷                |                       | 22                    | 地铁拱宸桥东站·大运河东 | 5拱宸桥东             |
| 23                    | 望江门                  | 5江城路               | 23                    | 拱宸桥东                |                       |
| 24                    | 建兰中学                |                       | 24                    | 拱北小区                |                       |
| 25                    | 雄镇楼                  | 5候潮门               |                       |                         |                       |

### 运营时间及班次
- 拱北小区：04:30－22:45
- 雄镇楼：05:00－23:30

高峰计划发车间隔为3－8分钟，平峰4－10分钟；夜间（拱北小区始发21:30－22:45，雄镇楼始发22:30－23:30）实行定班发车，间隔15分钟。

### 收费
全程单一票价2元，无人售票，各类IC卡、移动支付通用。
- 身高1.1米以下与1.1至1.3米儿童，分别适用免费及半价之优惠[49]。
- 持有杭州通学生卡、长者卡和优待卡系列者，享受相关票款折扣优惠。
- 使用杭州通电子钱包按照客票价格的91％扣费，月票/季票以优惠区半价进行结算[50]。
- 于本线刷卡后3－90分钟时段内换乘市内公交或地铁，享有电子钱包最高2元、月票/季票优惠区最高1元之换乘优惠[51]。

## 使用车辆

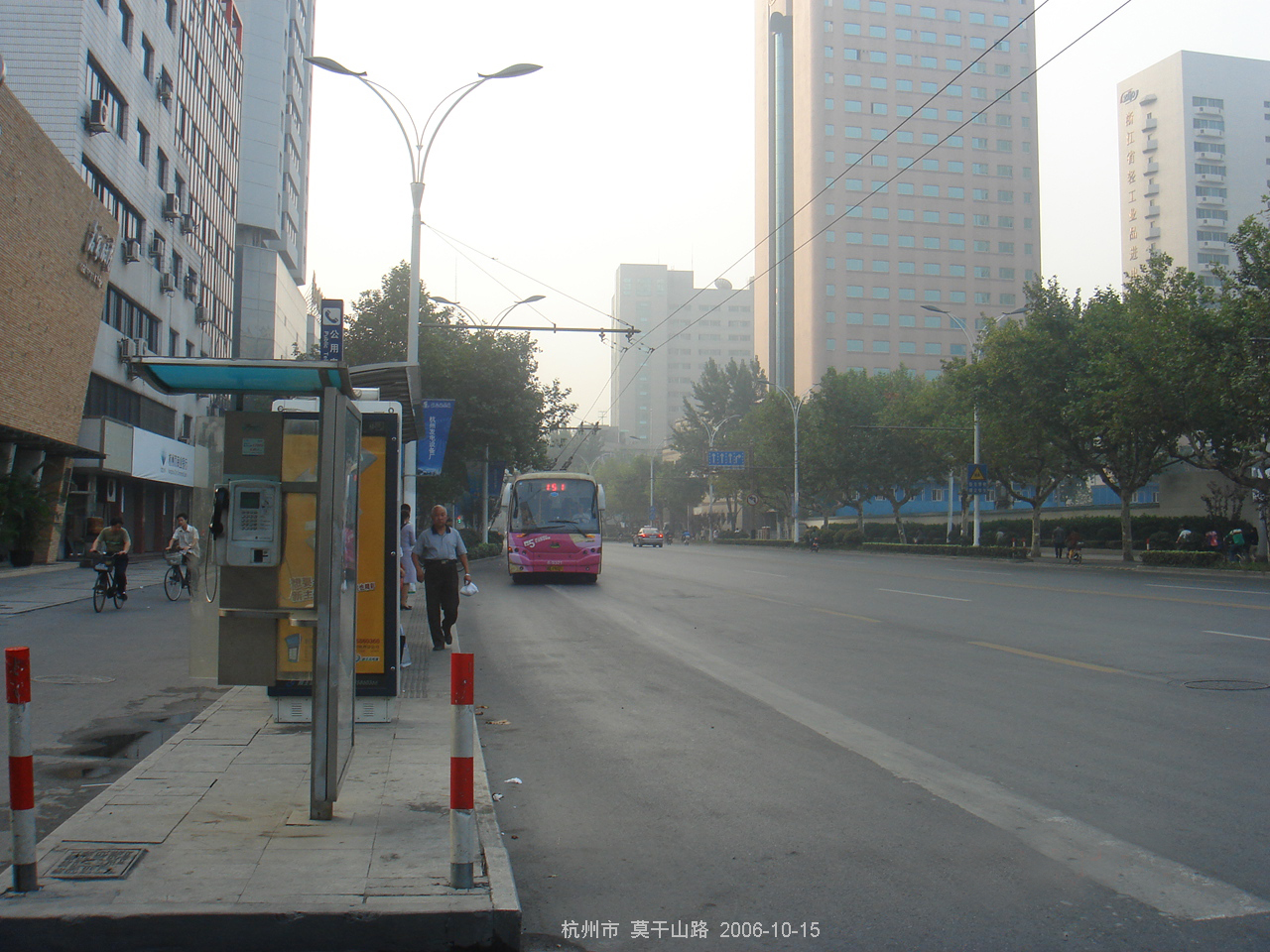
2006年10月改道莫干山路期间，一部CJWG150型电车驶近石灰桥站

- 1961年4月26日，本线开通，配车为杭州汽车制造厂“西湖牌”无轨电车[52][53]和部分沪产铰接型电车[54]，约翌年初加入西湖牌663型铰接电车[55][56]。
- 1962年中起，增加汽车于清晨高峰时段支援运营[57]。
- 至80年代初，先后投入京一BK560型、SKD663型铰接电车等车型[58]。
- 1979年4月中旬起，再度使用汽车套跑湖滨至卖鱼桥高峰区间班次[59]。
- 1980年初，使用铰接式汽油客车代行胜利剧院至大关及沈塘桥至胜利剧院的区间车以缓解高峰客流压力[60]。
- 1982年初，以汽、电车混跑形式运营多种区间线路[61]。11月5日起，于早晚高峰开行武林门至拱宸桥的区间车[62]。
- 1984年1月10日，配车加入部分HZ561型铰接无轨电车[63]。
- 1999年7月，投入长江 CJWG110型无轨电车上线运营。
- 2002年10月1日，长江 CJWG150型铰接无轨电车加入本线运营[64][65]。
- 2003年6月，全国首辆空调铰接无轨电车（长江 CJWG150K型、6-9301）试运行。
- 2008年9月22日，290路改汽，CJWG150型电车逐渐下线停驶，全线改为配备CJWG110/CJWG110K型行驶。
- 2013年起，逐渐加入青年 JNP6120BEV1型双源无轨电车，至2014年3月22日全线投入使用。
- 2015年9月14日，更换全线配车为青年 JNP-WG120G型双源无轨电车[66]。
- 2020年4月起，于高峰时段加入宇通 ZK6125BEVG10型双源无轨电车行驶，次年6月起成为常配车辆。

## 衍生线路

### 区间车
出于加快车辆周转等原因，区间车班次会在部分运营时段发放。这些班次在电子路牌或风挡处注明“151区间”以示区别。与主线不同的是，区间车在停靠半道红站后即转入环城北路，顺时针环绕武林广场，并于武林广场南或武林小广场站台清客后折返或退出运营。

### 151H线
2019年6月29日，151H线以本线假日线路之名义开行，初始往返于拱康路公交停车场及平海路岳王路口，仅在双休、节假日期间运营。8月17日，调整延伸至吴山公交站。当年国庆节前夕，为配合东坡路步行街宣传，随同其他3条线路被归入“醉杭州巴士”系列，唤作“大城北线”。
2020年5月10日，南端终点站改至吴山广场紫薇园。在随后7月间发生的一起地铁施工事故中，位于大关路口的电车馈线被挖断，151H线随之改派常规车型。尽管运营方声称车型改变系临时之举，却迟迟未恢复使用无轨电车。据部分网友推测，恐与延安路沿线无架空线网所引起的数桩因辅源电量耗尽致使车辆抛锚的事件有关。随着2021年春季旅游旺季来临，3月20日，假日线改道浣纱路，4月17日即在无正式公告发布的情况下停驶，标志着4条“醉杭州巴士”线路悉数不存。

## 相关文化
自1961年改以无轨电车行驶以来，不仅因为车辆制式，还由于线路途经传统杭州城区诸多重要节点，使得本线一直受到较高的关注度。2006－2008年间，在杭州无轨电车系统大幅度缩减的背景下，151路终得保留，并成为全市唯一的电车线路，直至2013年K155路恢复电车运行。
2011年，运营方在车厢内挂上以“心目中的电车”为主题的儿童绘画作品，并在全线车辆车头张贴庆祝杭州无轨电车50周年的标识。近年来，为无轨电车庆生的报道常常见诸本地媒体。